# Martha Doyle
Martha Carla Gertrude Aenne Doyle (25 september 1926 – 4 augustus 1990) was een Nederlands radiopresentator.
Ze kwam in 1947 in dienst van de KRO als omroepster. Rond 1960 werd ze benoemd tot chef van de afdeling Regie en Presentatie. Naast het presenteren was ze ook betrokken bij het samenstellen en presenteren van de actualiteitenrubriek Echo, presenteerde ze samen met kapitein Hans van der Putten het verzoekplatenprogramma voor Nederlandse militairen Vliegende schijven en Djinn samen met Donald de Marcas.
In 1967 ontdekte zij het talent Hans van Willigenburg. Ook begeleidde ze Anne van Egmond en Edvard Niessing in hun beginjaren.